# Мендонса, Марилия
Марилия Диас Мендонса (порт. Marília Dias Mendonça; 22 июля 1995, Кристианополис, Гояс — 5 ноября 2021, Пьедади-ди-Каратинга) — бразильская певица и автор песен.
В 2015 году Мендонса выпустила свой одноимённый дебютный мини-альбом, однако она получила известность только после выпуска своего первого одноимённого концертного альбома в 2016 году, который получил тройную платиновую сертификацию за проданные 240 000 копий. «Infiel», песня, вошедшая в альбом, имела огромный успех в Бразилии и получила уже тройную бриллиантовую сертификацию, что сделало Мендонсу национальной знаменитостью. Её второй альбом Realidade был выпущен в 2017 году и получил номинацию на «Латинскую Грэмми» в номинации «Лучший альбом в стиле сертанежу». В 2019 году она выпустила концертный альбом Todos os Cantos, который принес ей тройную платиновую сертификацию за 240 000 проданных копий и премию «Латинской Грэмми» в номинации «Лучший альбом в стиле сертанежу».
5 ноября 2021 года Мендонса села в воздушное такси с четырьмя другими людьми на борту по направлению к Каратинге, Минас-Жерайс, Бразилия, где она должна была выступить на концерте. Самолёт разбился, в результате чего погибли Мендонса, её дядя (который также был её менеджером), её продюсер и два члена экипажа. Все пять смертей были официально подтверждены вскоре после этого в прямом эфире телеканала TV Globo. Проститься с певицей пришло более 100 000 человек.

## Дискография

### Студийные альбомы
- 2020 — Patroas (совместно с Maiara & Maraísa)

### Концертные альбомы
- 2016 — Marília Mendonça: Ao vivo
- 2017 — Realidade
- 2018 — Agora é que são elas 2
- 2019 — Todos os cantos, vol. 1

### Сборники
- 2018 — Perfil